# Telepes veréb
A telepes veréb (Philetairus socius) a madarak (Aves) osztályának a verébalakúak (Passeriformes) rendjéhez, ezen belül a szövőmadárfélék (Ploceidae) családjához tartozó faj.

## Elterjedése, élőhelye
Dél-Afrika déli részén, Botswana, Namíbia és a Dél-afrikai Köztársaság területén honos.
Száraz fás és cserjés szavannák, félsivatagok lakója. Elég nagy állományai vannak a Kalahári-sivatagban is.

## Alfajai
- Philetairus socius socius
- Philetairus socius geminus
- Philetairus socius xericus

## Megjelenése
Csőre nyújtott kúp alakú, oldalt összenyomott, orma enyhén lehajló, a felső káva éle laposan kivágott. Lába erős, csüdje rövid, ujjai hosszúak s a rajtuk lévő pikkelyek vastagok. Szárnya elég hosszú és hegyes; farka rövid, széles, végén egyenesen vágott. Feje teteje barna, a hátoldal többi része ugyanilyen színű, de sötétebb, keskeny fakóbarnán szegve. A nyaktő és a nyak oldala még sötétebb alapszínű, viszont a tollszegélyezés itt világosabb. Kantárja, a szájzug tája, álla és torka fekete; a begy és a hasi oldal egyéb része halvány fakóbarnás. A combok oldalán néhány széles fakóbarna szegélyű fekete toll van. A sötétbarna evező- és kormánytollak, szárnyfedők, farcsíktollak és a felső farkfedők köröskörül fakóbarnán vannak szegve, de az evezők csak a külső zászlón. Szeme sötétbarna, csőre és lába világos szarubarna.

## Fészkük
Különös szokásuk, hogy fészkeiket együttesen építik, közös fedél alá. A fészkek olyan szorosan vannak egymás mellett, hogy amikor készen vannak, az egész egyetlenegy nagy fészeknek látszik, melynek gömb alakú fedele van, amelynek alján sok kerek nyílást látunk. Fészkeik a legnagyobbak valamennyi madár közül, amely akár több mint száz madárpár otthonául szolgálhat.
Ezeket a fészkeket a következő költéshez nem használják fel, hanem az új fészkeket a régiek alá függesztik, úgy, hogy a régi fészkek alkotják az újak közös fedelét. így aztán a fészek évről évre nő és persze mindig nehezebb is lesz, míg végre súlyával az ágát le nem töri s mindenestül le nem zuhan. Ezzel a különös fészeképítéssel a sokféle ragadozó ellen védekeznek.
Egyes üresen álló fészekkamrákba „albérlőként” egyéb madárfajok is beköltözhetnek. A telepes veréb kolóniák gyakori lakói az afrikai törpesólyom (Polihierax semitorquatus) és a rózsásfejű törpepapagáj (Agapornis roseicollis).

## Képek

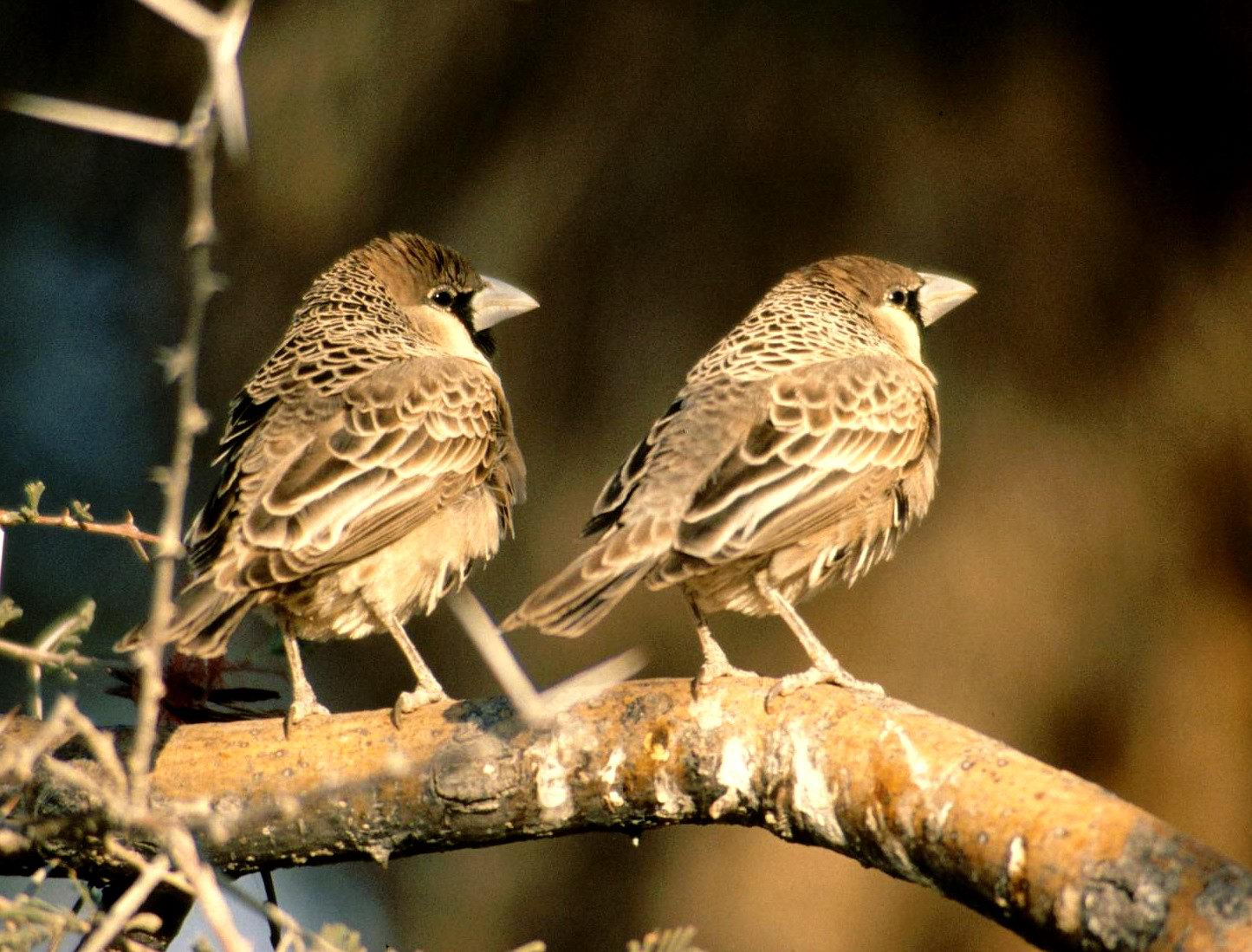
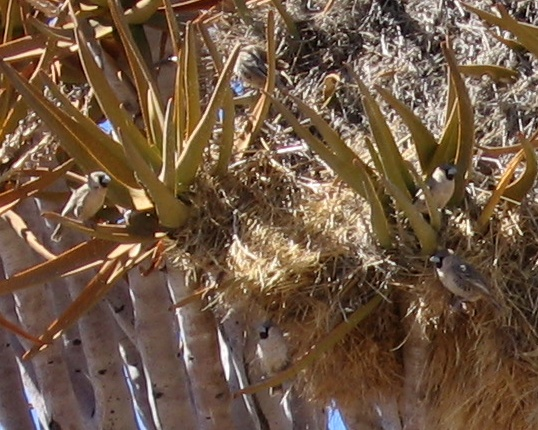
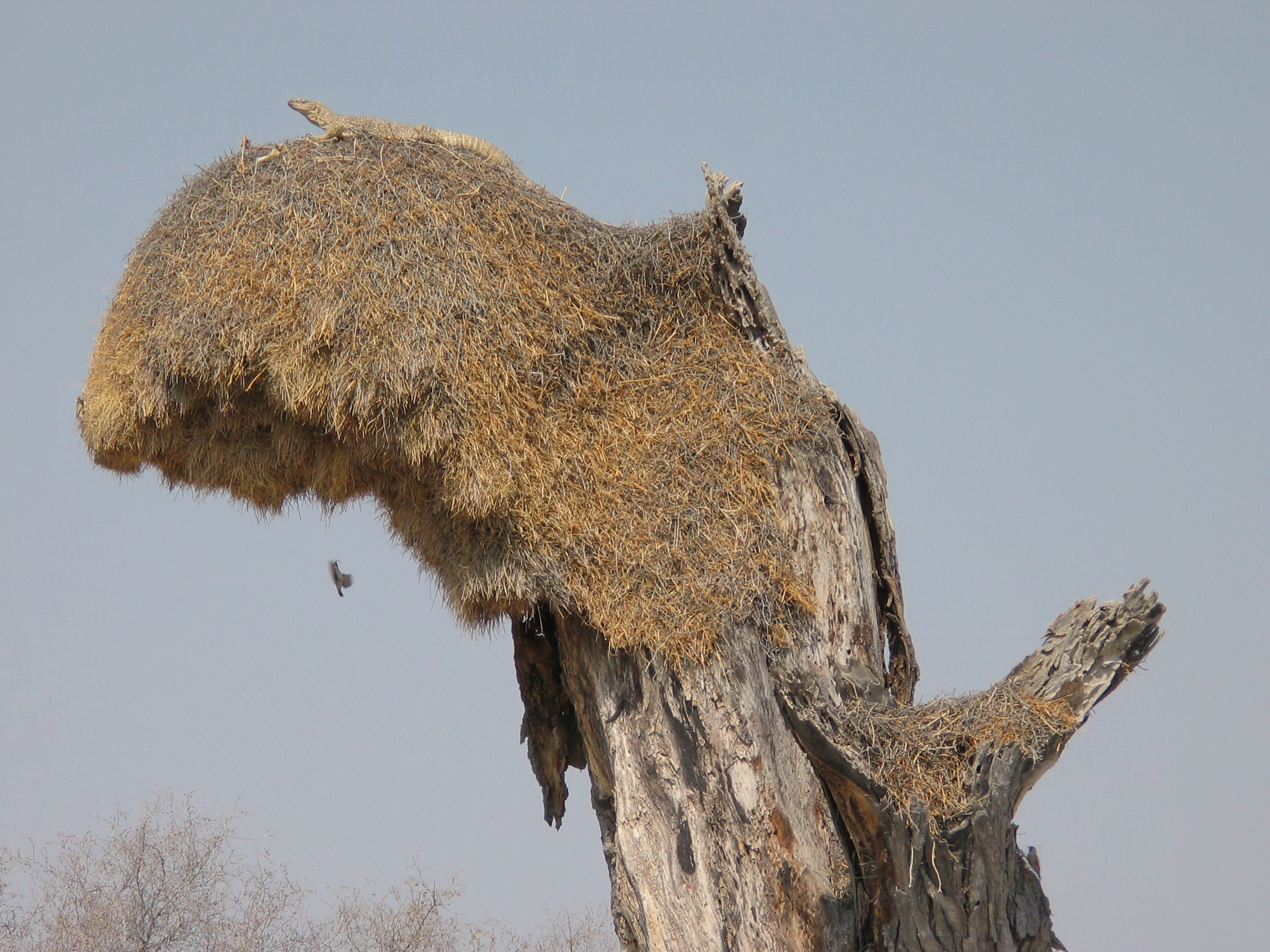
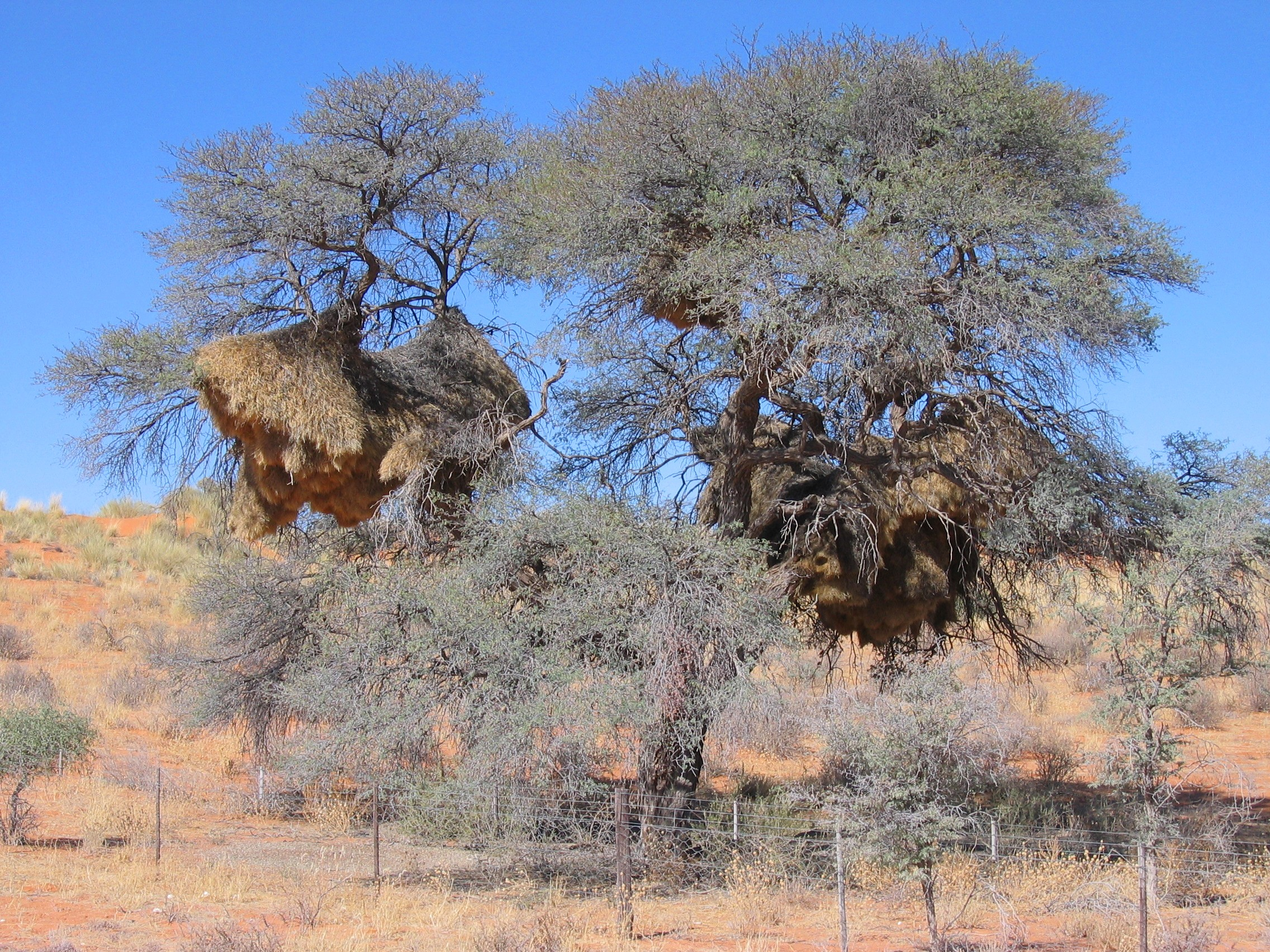
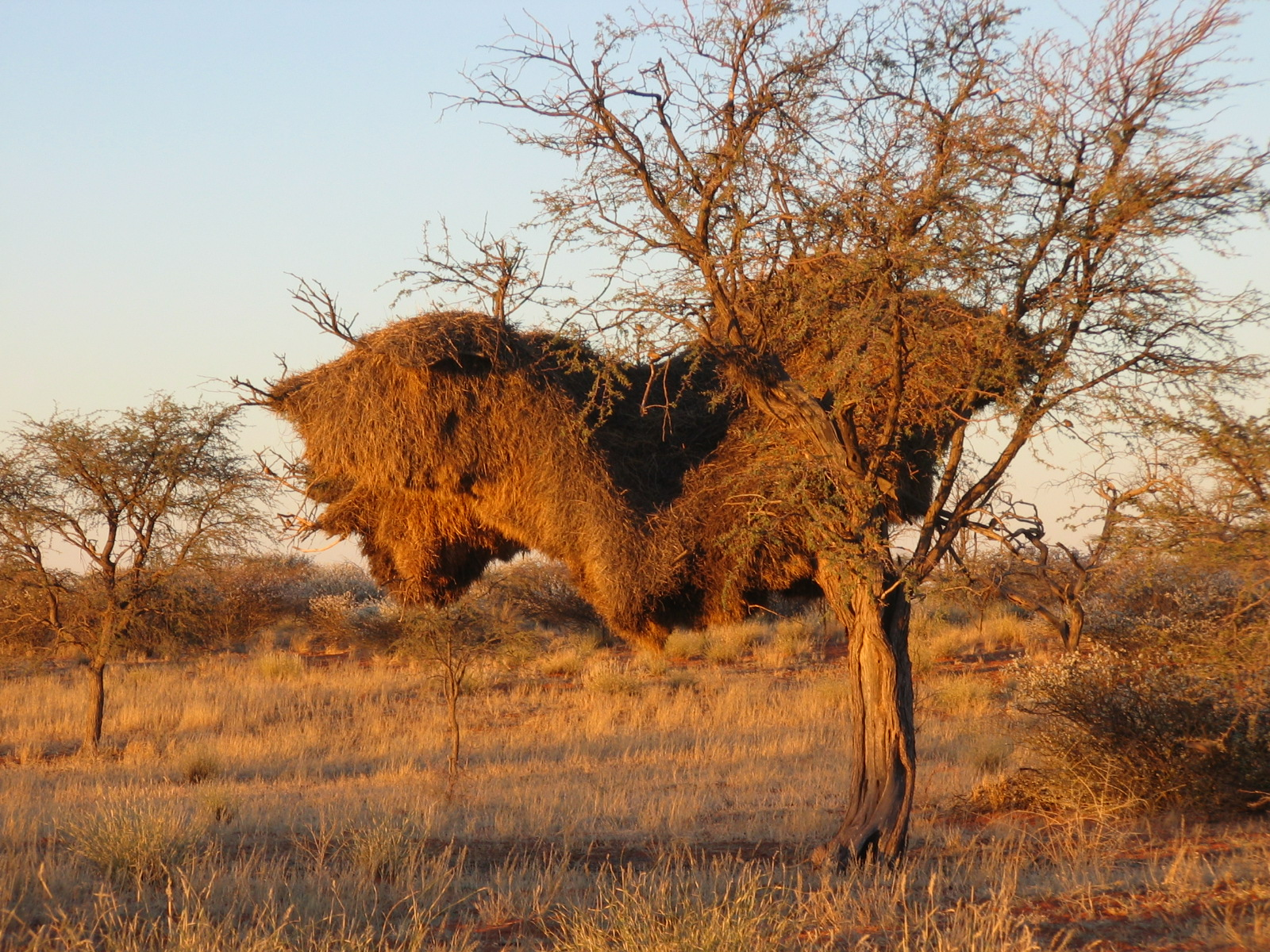
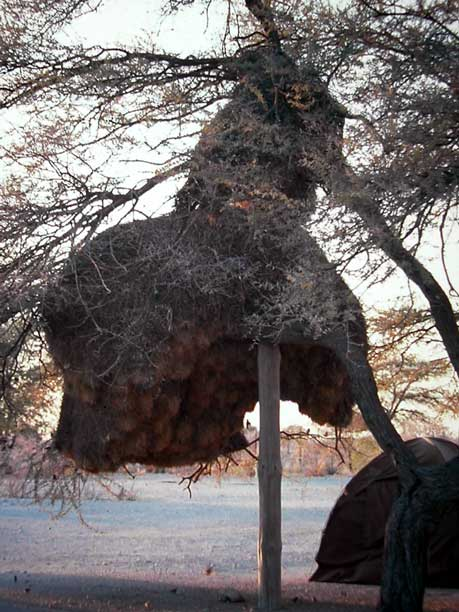
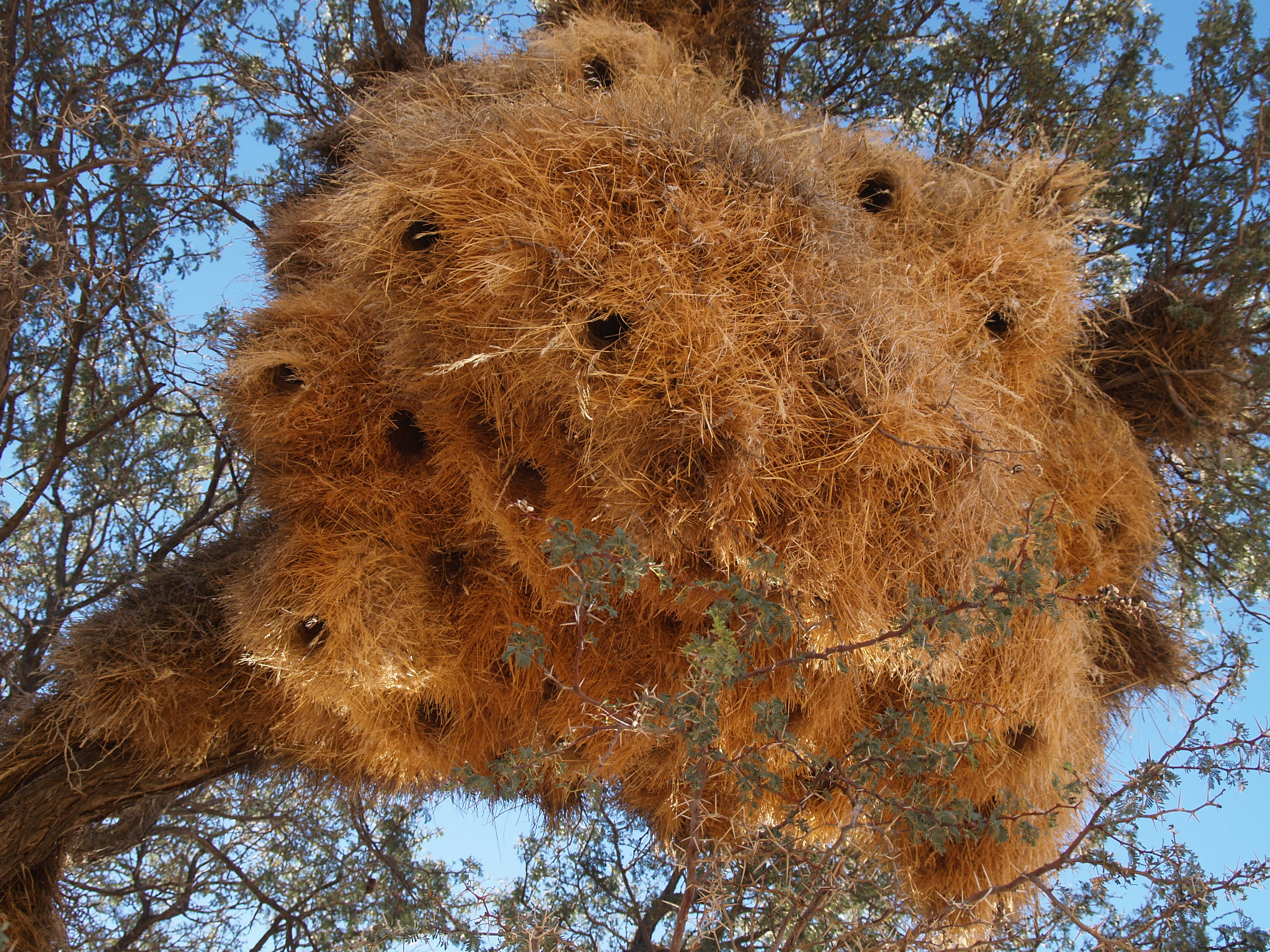